# Palazzo Bonasoni
Il palazzo Bonasoni è un edificio cinquecentesco situato in via Galliera 21, nel centro storico di Bologna.

## Storia
Il «palazzo ornato» di via Galliera fu costruito sui resti di un'abitazione trecentesca di proprietà della famiglia Caccianemici dall'Orso, da cui prende il nome la strada contigua.

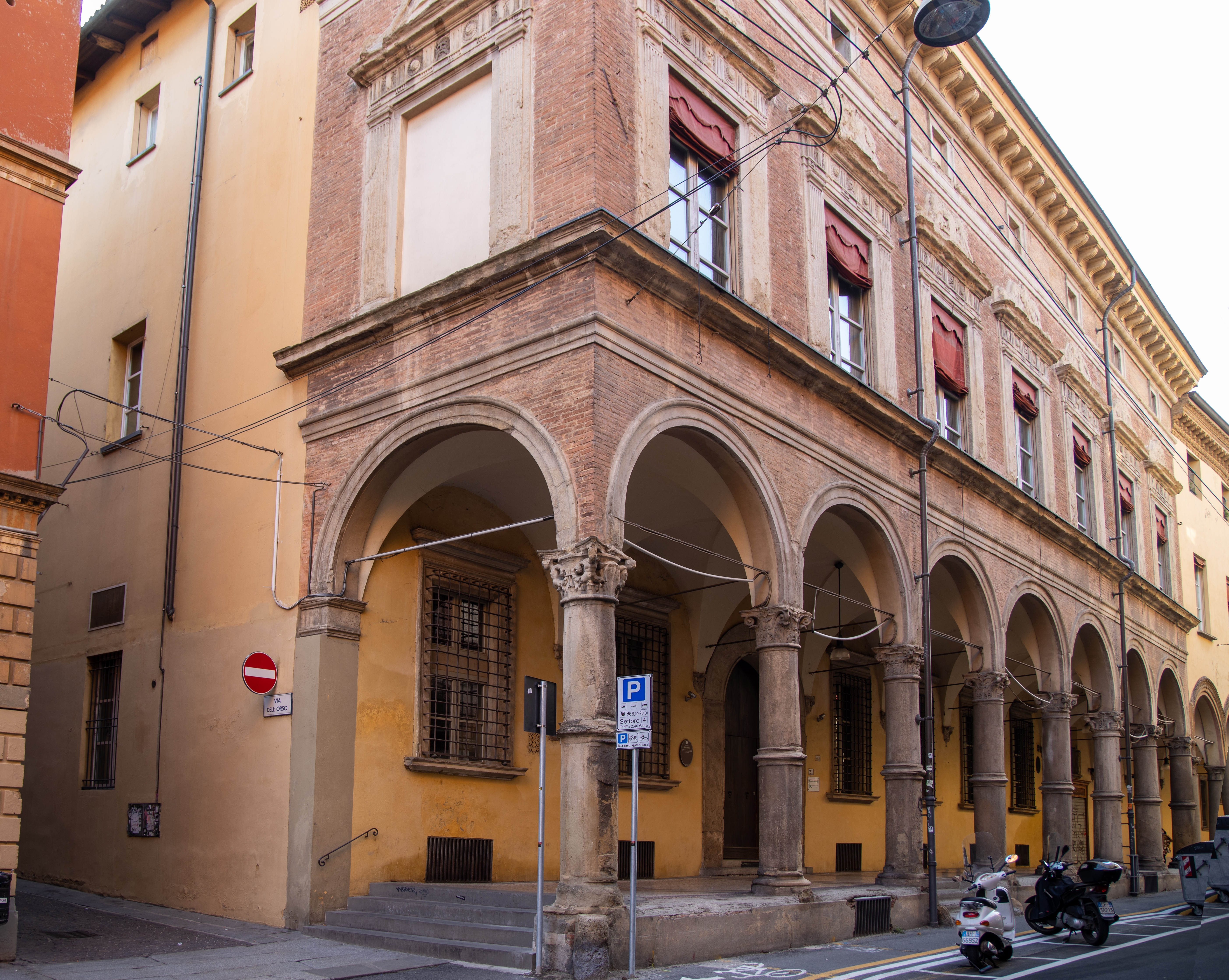
Il palazzo nel 2020

Le strutture originarie furono acquistate da Galeazzo Bonasoni alla metà del XVI secolo, come citato nel suo testamento. L'edificio venne ricostruito verso la metà del Cinquecento probabilmente su progetto di Antonio Morandi detto il Terribilia.
Il palazzo fu oggetto di vari passaggi di proprietà. Dal 1609 al 1615 fu dei Tanari; fino al 1704 dei Ranuzzi, quindi dei Volta (1739), confluiti poi nei Grati. Nel 1804 subentrò il marchese Francesco Scarani, quindi la famiglia Zucchini e i Bevilacqua; dal 1931 gli Zerbini, i Pellegrini-Quarantotti e infine i Gamberini.
Dal 2004 è la sede del Settore Patrimonio culturale della Regione Emilia-Romagna.

## Descrizione
Secondo la critica, il rifacimento fu opera di Antonio Morandi detto il Terribilia, per affinità con il prospetto di palazzo Orsi, eseguito nel 1560.

### La facciata
Qualche irregolarità si legge nell'asimmetria del portico sopraelevato, riconducibile a preesistenze quattrocentesche.

### Gli interni
Al piano nobile del palazzo, la decorazione testimonia i numerosi passaggi di proprietà. A inizio Settecento i Ranuzzi fecero realizzare una prospettiva da Giuseppe Maria Mitelli, perduta, di fronte alla loggia d'ingresso. Intorno al 1739, i Volta commissionarono a Vittorio Maria Bigari un'alcova «con puttini», ora non più esistente.
Al cantiere Bonasoni della seconda metà del XVI secolo risale un affresco raffigurante la Guerra di Troia, attualmente controsoffittato: del ciclo sopravvive un fregio scialbato e di difficile lettura, in cui si scorgono allegorie e paesaggi eseguiti riconducibili più in generale alla maniera di Niccolò dell'Abate.

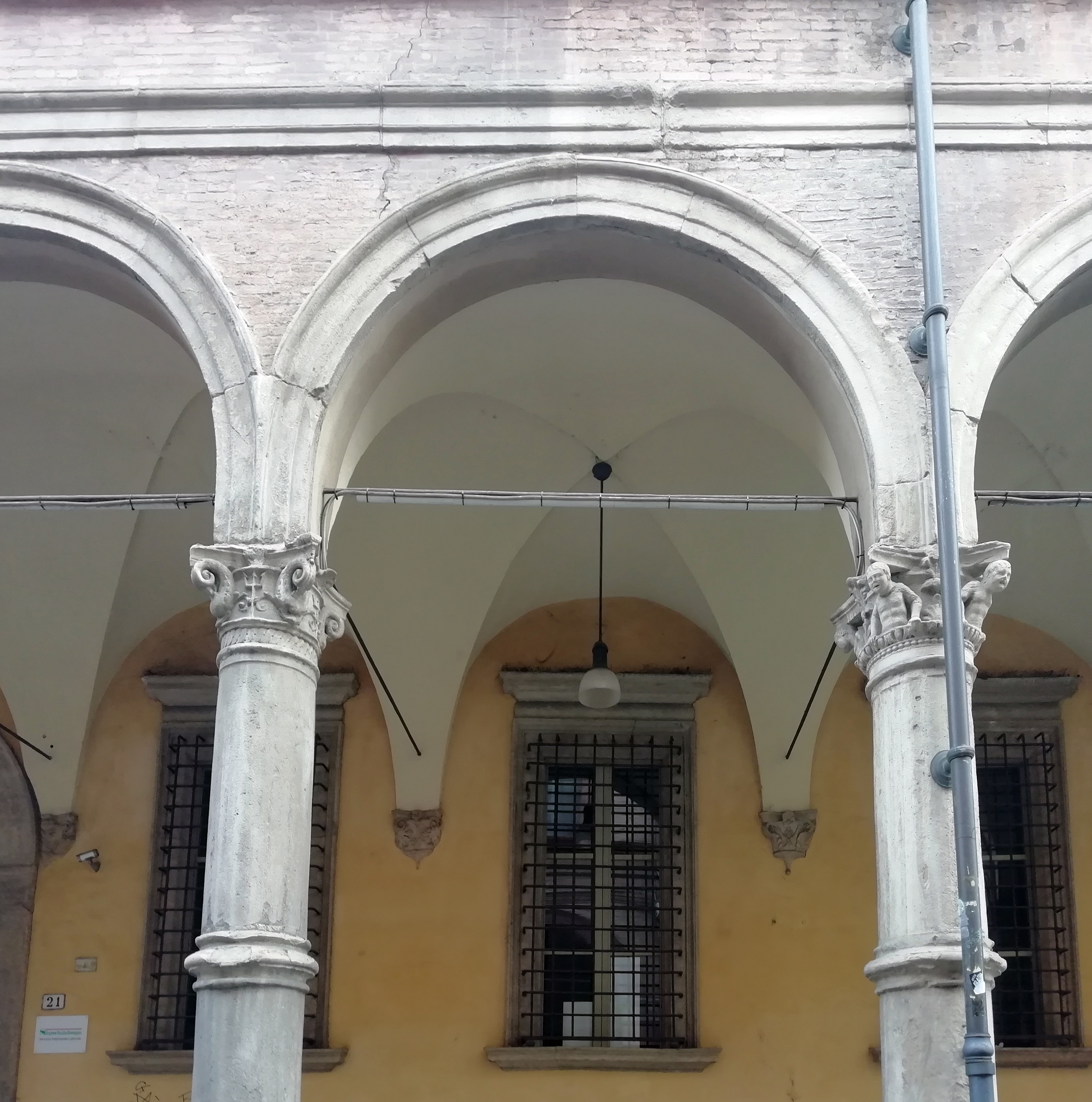
Dettaglio dei capitelli

I soffitti delle sale ottocentesche, con le Muse inquadrate insieme ai putti da ornamentazioni neorocaille, si attribuiscono a Girolamo Dal Pane, autore degli affreschi nei palazzi Spada (1846) e Malvezzi De' Medici (1854).

### Il cortile
La Venere in marmo adagiata in una nicchia aperta situata nel cortile, si daterebbe all'ottavo decennio dell'Ottocento, come inducono a ritenere stilemi classicisti volti a una definizione in senso verista, colta soprattutto nei dettagli la scultura è attribuibile a Carlo Monari.